# Temanggung (regentschap)
Temanggung is een regentschap (kabupaten) in de Indonesische provincie Midden-Java op Java. In het regentschap wonen in 2010, 824.238 mensen op een oppervlakte van  
870.65 vierkante kilometer. De hoofdstad en zetel van de regering is de gelijknamige stad Temanggung.

## Onderdistricten
Het regentschap bestaat uit twintig onderdistricten (zogenaamde kecamatan). 
In deze onderdistricten liggen 289 plaatsen die een administratieve eenheid zijn.
| Naam                       | Opper vlakte in km2 | Inwoners Volks telling 2010 | Inwoners Volks telling 2020 | Aantal plaatsen Kelurahan /desa's |
| -------------------------- | ------------------- | --------------------------- | --------------------------- | --------------------------------- |
| Parakan                    | 22,23               | 49.024                      | 53.322                      | 16                                |
| Kledung                    | 32,21               | 24.280                      | 27.652                      | 13                                |
| Bansari                    | 22,54               | 21.583                      | 23.973                      | 13                                |
| Bulu                       | 43,04               | 44.068                      | 48.745                      | 19                                |
| Temanggung (onderdistrict) | 33,39               | 76.037                      | 82.929                      | 25                                |
| Tlogomulyo                 | 24,84               | 21.198                      | 23.270                      | 12                                |
| Tembarak                   | 26,84               | 27.773                      | 31.227                      | 13                                |
| Selopampang                | 17,29               | 17.672                      | 20.244                      | 12                                |
| Kranggan                   | 57,61               | 42.894                      | 49.212                      | 13                                |
| Pringsurat                 | 57,27               | 46.204                      | 52.209                      | 14                                |
| Kaloran                    | 63,92               | 39.749                      | 45.064                      | 14                                |
| Kandangan                  | 78,36               | 45.998                      | 52.145                      | 16                                |
| Kedu                       | 34,96               | 53.134                      | 59.147                      | 14                                |
| Ngadirejo                  | 53,31               | 50.168                      | 56.142                      | 20                                |
| Jumo                       | 29,32               | 27.212                      | 29.837                      | 13                                |
| Gemawang                   | 67,11               | 30.472                      | 33.518                      | 10                                |
| Candiroto                  | 59,94               | 29.554                      | 32.509                      | 14                                |
| Bejen                      | 68,84               | 18.837                      | 21.399                      | 14                                |
| Tretep                     | 33,65               | 19.051                      | 21.229                      | 11                                |
| Wonoboyo                   | 43,98               | 23.638                      | 26.401                      | 13                                |
| Totalen                    | 870,65              | 708.546                     | 790.174                     | 289                               |

## Geboren
- Mohamad Roem (Parakan, 1908-1983), minister, diplomaat en onderhandelaar

Stadsgemeenten: Magelang · Surakarta · Salatiga · Semarang · Pekalongan · Tegal

Regentschappen: Banjarnegara · Banyumas · Batang · Blora · Boyolali · Brebes · Cilacap · Demak · Grobogan · Japara · Karanganyar · Kebumen · Kendal · Klaten · Kudus · Magelang · Pati · Pekalongan · Pemalang · Purbalingga · Purworejo · Rembang · Semarang · Sragen · Sukoharjo · Tegal · Temanggung · Wonogiri · Wonosobo
- Library of Congress Control Number: n82093649
- MusicBrainz: bc393150-db4a-4ee6-8d10-a432c2c16b83
- Nationale Bibliotheek van Israël: 987007552714305171
- Virtual International Authority File: 130209095
- WorldCat: E39PBJxhtXgcRt6JTFmP3p3PcP